# آسپرلیکین
آسپرلیکین (به انگلیسی: Asperlicin) با فرمول شیمیایی C31H29N5O4 یک ترکیب شیمیایی است. که جرم مولی آن ۵۳۵٫۵۹۳ گرم بر مول می‌باشد. 